# La Tourney/Cedar Heights
La Tourney/Cedar Heights es una localidad de Santa Lucía que forma parte del distrito de Vieux Fort.